# Línea de transmisión (caja acústica)

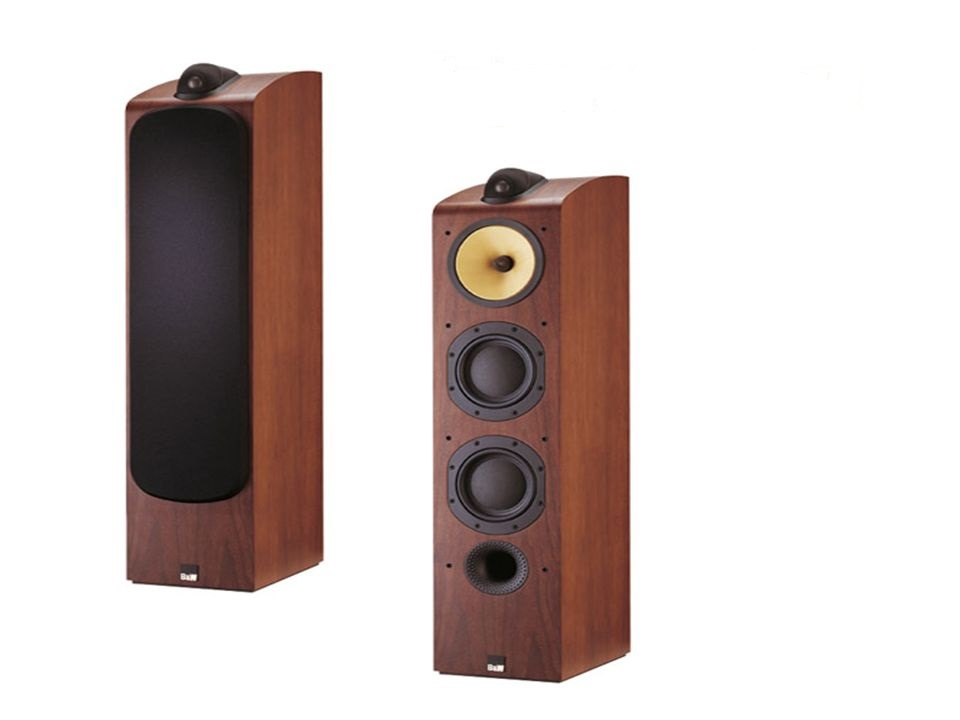

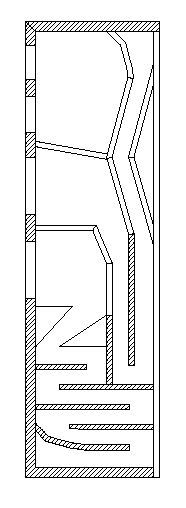

Una línea de transmisión es una caja de altavoces que consta de un conducto largo y un orificio que lo comunica con el exterior, por el cual viaja la onda sonora producida por la parte trasera del cono. El conducto se sitúa inmediatamente detrás del altavoz. El objetivo de esto es que la onda que recorre el interior del tubo y sale al exterior, se junte con la onda emitida por la parte externa del cono, creando así una interferencia constructiva que aumente el nivel en ciertas frecuencias.
Con esto se consigue reforzar el altavoz en ciertas frecuencias, para así poder mejorar su respuesta en la curva frecuencial o tener un nivel más alto en la salida.
Otro uso de las interferencias constructivas, puede ser para ampliar su respuesta en baja frecuencia, extendiendo así más la línea en graves.
Puesto que tienen un orificio de salida, se evitan altas presiones dentro de la caja que puedan producir resonancias, ya que el interior de la misma está comunicado con el exterior, favoreciendo  así el intercambio y el flujo de aire con una mayor respuesta en baja frecuencia.
Para garantizar el buen funcionamiento, el subgrave deberá estar cortado en una frecuencia no conflictiva, y las vías de agudos y medios deberán estar bien aisladas del resto.
Para un funcionamiento adecuado, el diámetro interior del conducto acústico deberá ser al menos de un cuarto de la frecuencia elegida.

## Ventajas
- Respuesta en frecuencia mejorada, con una curva más plana y extendida en baja frecuencia.

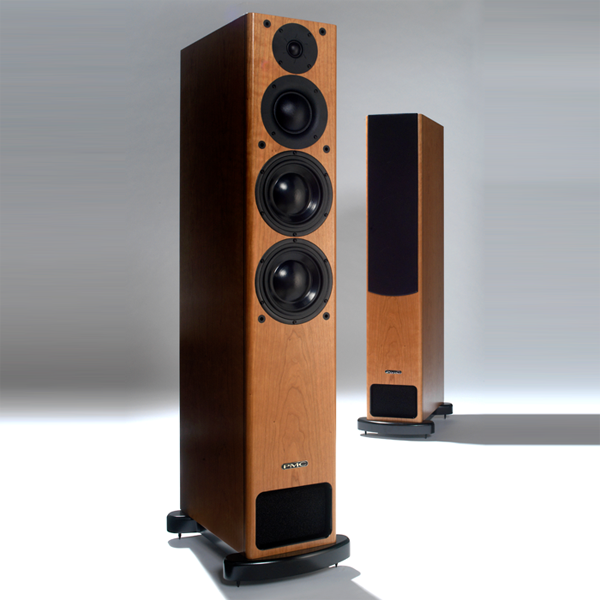

- Refuerzo positivo acústico.Carecen de resonancias internas.
- Curva de respuesta más plana.

## Desventajas
- Cajas de un tamaño considerable dependiendo de su uso.
- Si no están bien aisladas pueden crear filtros peine.
- El sistema de laberinto acústico actúa sobre un número de frecuencias limitadas, por lo que hay que elegirlas bien.